# Novooleksiivka, Oleksandria
Novooleksiivka (în ucraineană Новоолексіївка) este un sat în comuna Likarivka din raionul Oleksandria, regiunea Kirovohrad, Ucraina.

## Demografie
Componența lingvistică a localității Novooleksiivka
     Ucraineană (94,38%)
     Rusă (5,62%)
Conform recensământului din 2001, majoritatea populației localității Novooleksiivka era vorbitoare de ucraineană (94,38%), existând în minoritate și vorbitori de rusă (5,62%).